# Minorité modèle
Une minorité modèle est un groupe (ethnique ou autre) perçu comme jouissant d'un statut socio-économique plus élevé que celui des autres minorités. Ce succès est généralement jaugé en prenant en compte des indicateurs tel que le revenu personnel, le niveau d'éducation, ou encore le taux de criminalité. Ce procédé homogénéise bien souvent les groupes. Le mythe de la « réussite » des Asiatiques aux États-Unis, par exemple, ne tient pas face à l'étude fine des conditions de vie de ce groupe,. Plus qu'une réalité sociologique, la minorité modèle sert « d’appareil hégémonique ». En plus d'homogénéiser les groupes ainsi qualifiés, il sous-entend, lorsque cela n'est pas dit explicitement, que si ces groupes réussissent, c'est que les autres groupes minoritaires le pourraient aussi - s'ils se comportaient comme les premiers.
Les inégalités ne sont dès lors pas pensées comme le résultat de rapports sociaux, de discriminations mais comme celui du manque de volonté ou du manque de capacité des minoritaires.